# Suuri-Pyhäkala
Suuri-Pyhäkala är en sjö i kommunen Villmanstrand i landskapet Södra Karelen i Finland. Sjön ligger 54,8 meter över havet. Arean är 75 hektar och strandlinjen är 5,42 kilometer lång. Sjön  ingår i Hounijokis huvudavrinningsområde.   Den ligger omkring 13 km söder om Villmanstrand och omkring 190 km nordöst om Helsingfors. 